# Garden State (phim)
Garden State do Zach Braff đạo diễn, viết kịch bản và kiêm diễn viên chính.Phim nói về Andrew Largeman (Braff) diễn viên, bồi bàn 26 tuổi trở về nhà tại New Jersey sau khi mẹ mất.Khi anh trở về dự tang lễ, đó là những ngày nặng nề u ám nhất trong cuộc đời chàng trai hiền lành, nhưng rồi khi Andrew sắp trốn chạy khỏi nó là lúc anh gặp Sam (Natalie Portman), cô gái ngây thơ trong trắng đã thổi một luồng gió mới vào cuộc đời nặng nề của Andrew, giúp anh cởi mở hơn để sẵn sàng đối mặt với những ký ức đau buồn năm xưa.Tựa đề phim ám chỉ nickname của New Jersey.
Phim thực hiện trong 25 ngày của tháng 4 và 5 năm 2003 và được đánh giá cao.